# Dominique Blanchar
Dominique Blanchar, pseudonimo di Dominique Marie Thérèse Blanchard (Parigi, 2 giugno 1927 – Parigi, 19 novembre 2018), è stata un'attrice francese.

## Biografia
Nata a Parigi, era figlia degli attori Pierre Blanchar e Marthe Vinot.
Lavorò prevalentemente in teatro, arrivando a vincere due premi Molière come miglior attrice non protagonista nel 1997 per Così è (se vi pare) di Luigi Pirandello e nel 2000 per Le intellettuali di Molière.
Attrice poliglotta, recitò anche in lingua inglese, prendendo parte a film come I dannati (1951) di Anatole Litvak. Divenne famosa in Italia nel 1960, recitando ne L'avventura di Michelangelo Antonioni.
Tra il 1970 e il 1972 interpretò la signora Maigret nella serie televisiva Les enquêtes du commissaire Maigret.
Fu sposata con l'attore Jean Servais dal 1952 fino alla di lui morte nel 1976. Morì a Parigi il 19 novembre 2018, all'età di 91 anni.

## Filmografia parziale

### Cinema
- I dannati (Decision Before Dawn), regia di Anatole Litvak (1951)
- L'avventura, regia di Michelangelo Antonioni (1960)
- Gioco in villa (Une étrange affaire), regia di Pierre Granier-Deferre (1981)

### Televisione
- Leclerc enquéte (L'inspecteur Leclerc enquête) - serie TV, 1 episodio (1963)
- Les enquêtes du commissaire Maigret - serie TV, 5 episodi (1970-1972)

## Doppiatrici italiane
- Dhia Cristiani in I dannati
- Isa Bellini in L'avventura